# Fontaine-lès-Clercs

Fontaine-lès-Clercs este o comună în departamentul Ain, Franța. În 1 ianuarie 2022 avea o populație de 230 de locuitori.